# Кадье, Аксель
Аксель Вильгельм Теодор Кадье (швед. Axel Vilhelm Teodor Cadier; 13 сентября 1906, Варберг, Халланд, Швеция — 29 октября 1974, Гётеборг, Швеция) — шведский борец греко-римского и вольного стилей, чемпион и призёр Олимпийских игр, трёхкратный чемпион Европы, шестикратный чемпион Швеции (1934, 1936, 1938—1940, 1942) по греко-римской борьбе, чемпион и призёр чемпионата Европы,  пятикратный чемпион Швеции (1935, 1936—1938, 1940) по вольной борьбе 

## Биография
В детстве и юности жил в Буросе, где сначала занимался плаванием. В соревнованиях по борьбе дебютировал в 21 год.
На Летних Олимпийских играх 1932 года в Лос-Анджелесе боролся в категории до 79 килограмма (средний вес); титул оспаривали 4 человека. Выбывание из турнира проходило по мере накопления штрафных баллов. Схватку судили трое судей, за чистую победу штрафные баллы не начислялись, за победу решением судей при любом соотношении голосов начислялся 1 штрафной балл, за проигрыш решением 2-1 начислялись 2 штрафных балла, проигрыш решением 3-0 и чистый проигрыш карался 3 штрафными баллами.. Несмотря на то, что Аксель Кадье обе свои схватки проиграл, он занял третье место, поскольку четвёртый борец, француз Эмиль Пуальве, проиграв первую схватку, от дальнейших состязаний отказался.
| Круг | Соперник       | Страна   | Результат | Основание                   | Время схватки |
| ---- | -------------- | -------- | --------- | --------------------------- | ------------- |
| 1    | Ян Фёльдек     | Германия | Поражение | По очкам (3 штрафных балла) | -             |
| 2    | -              | -        | -         | -                           | -             |
| 3    | Вяйнё Коккинен | Швеция   | Поражение | Туше (3 штрафных балла)     | 18:55         |

В 1933 году стал чемпионом Европы по греко-римской борьбе, в 1935 году подтвердил звание.
На Летних Олимпийских играх 1936 года в Берлине боролся в категории до 87 килограммов (полутяжёлый вес); титул оспаривали 13 человек. Регламент турнира остался прежним. Победив во всех схватках, Аксель Кадье стал олимпийским чемпионом.
| Круг | Соперник            | Страна    | Результат | Основание                | Время схватки |
| ---- | ------------------- | --------- | --------- | ------------------------ | ------------- |
| 1    | Эдвард Вестерлунд   | Финляндия | Победа    | Туше (0 штрафных баллов) | 5:30          |
| 2    | Аугуст Нео          | Эстония   | Победа    | 3-0 (1 штрафной балл)    | -             |
| 3    | Умбрето Силвестри   | Италия    | Победа    | Туше (0 штрафных баллов) | 4:59          |
| 4    | Олаф Худсен         | Норвегия  | Победа    | Туше (0 штрафных баллов) | 11:34         |
| 5    | Вернер Зееленбиндер | Германия  | Победа    | 3-0 (1 штрафной балл)    | -             |
| 6    | Эдвинс Биетагс      | Латвия    | Победа    | 3-0 (1 штрафной балл)    | -             |

В 1937 году победил на чемпионате Европы как по греко-римской, так и по вольной борьбе.
Продолжал выступать до середины 1940-х, затем стал тренером, в частности, тренировал сборную Норвегии по борьбе, был инструктором в Париже, позднее уехал в США, откуда вернулся в конце 1950-х годов.
Умер в 1974 году.